# Барабанов Микита Сергійович
Микита Сергійович Барабанов (нар. 26 травня 2001) — український легкоатлет, який спеціалізується в бігу на короткі дистанції.
На національних змаганнях представляє Запорізьку область.
Тренується під керівництвом Костянтина та Олени Рураків.

## Спортивні досягнення
Срібний призер чемпіонату України у бігу на 400 метрів (2021).
Рекордсмен України в змішаній естафеті 4×400 метрів (2021).
Чемпіон України серед юніорів у бігу на 400 метрів (2020).
Фіналіст (6-е місце) чемпіоната Європи серед юніорів в естафеті 4×400 метрів (2019).

## Основні міжнародні виступи
| Рік  | Змагання                       | Місто   | Місце | Дисципліна | Примітки |
| ---- | ------------------------------ | ------- | ----- | ---------- | -------- |
| 2019 | Чемпіонат Європи серед юніорів | Бурос   | 1заб7 | 400 м      |          |
| 2019 | 6                              | 4×400 м |       |            |          |
| 2021 | Чемпіонат Європи в приміщенні  | Торунь  | 8заб4 | 400 м      | [ 3 ]    |